# Фалоаз
Фалоаз (фр. Faloise) је насељено место у Француској у региону Пикардија, у департману Сома.
По подацима из 2011. године у општини је живело 222 становника, а густина насељености је износила 22,77 становника/km².

## Демографија
| 1962. | 1968. | 1975. | 1982. | 1990. | 2011. |
| ----- | ----- | ----- | ----- | ----- | ----- |
| 224   | 248   | 207   | 184   | 210   | 222   |